# La Séguinière
La Séguinière település Franciaországban, Maine-et-Loire megyében. Lakosainak száma 4199 fő (2022. január 1.). La Séguinière Bégrolles-en-Mauges, Cholet, La Romagne, Saint-Christophe-du-Bois, Saint-Léger-sous-Cholet és Sèvremoine községekkel határos.

## Népesség
A település népességének változása:
| Lakosok száma | 1672 | 3108 | 3482 | 3630 | 3967 | 4041 | 4150 | 4192 | 4212 | 4199 |
|               | 1968 | 1982 | 1990 | 2006 | 2013 | 2015 | 2017 | 2019 | 2020 | 2022 |